# Carlos Guimarães
Carlos Guimarães (Lisboa, 18 de fevereiro de 1898) é um antigo futebolista de Portugal. É um futebolista que já morreu.
Carlos jogou pela seleção portuguesa 2 jogos. O primeira pela primeira jogo internacional do Portugal contra a Espanha cuando perdeu (3-1), o segundo jogou em casa, contra a Espanha e perdeu (2-1). E o primeiro guarda-redes que jogou pela seleção portuguesa na história.